# José Luis Abajo
José Luis Abajo, född den 22 juni 1978 i Madrid, Spanien, är en spansk fäktare som tog OS-brons i herrarnas värja i samband med de olympiska fäktningstävlingarna 2008 i Peking.